# Rijksheerlijkheid Wickrath

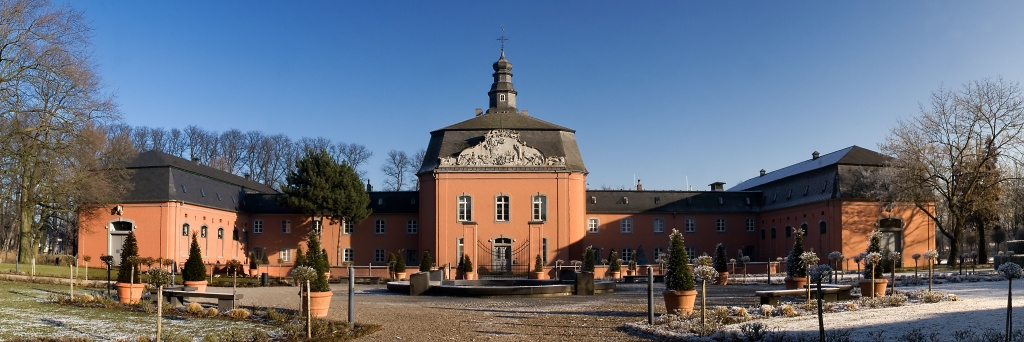
Oostvleugel slot Wickrath

Wickrath was een tot de Nederrijns-Westfaalse Kreits behorende rijksheerlijkheid binnen het Heilige Roomse Rijk.

## Geschiedenis
In 1068 wordt de burcht aan de Niers ten zuiden van Mönchengladbach voor het eerst vermeld. Rond de burcht ontstond een kleine heerlijkheid van de heren van Wickrath. Verder behoorden tot de heerlijkheid de exclave Schwanenberg ten noordwesten van Erkelenz en de dorpen Wickrode en Bergen. In 1310 werd de heerlijkheid vermeld als leen van Gelderland. De graaf van Gelre Reinoud II beleende in 1338 Willem van Broeckhuysen met Wickrath (Wickrade) in welke familie het ruim 100 jaar bleef (tot 1454). Wickrath lag niet in het Gelderse territorium. Het wordt tot de Gelderse landrechtelijke burchten gerekend omdat het vanaf 1338 als open huis diende voor de Gelderse graaf, latere hertog. De graaf wisselde Wickrath af met Neersen en Wachtendonk nadat Kriekenbeek haar functie als ‘open huis’ verloren had.
In 1466 benoemde Adolf van Egmont hertog van Gelre de bastaardzoon van Reinoud IV van Gelre Eduard van Bell tot voogd van Wickradt, nadat hij de weduwe van Johannes van Broeckhuysen, Margriet van Gymnich, uitgekocht had.
In 1488 beleende keizer Maximiliaan I zijn raadsman Hendrik van Hompesch met Wickrath. Daarmee werd de heerlijkheid rijksonmiddellijk. Gelijktijdig werden het plaatsje Wickrath enige stadsrechten verleend. Omdat Hendrik geen nakomelingen had, vererfde de heerlijkheid aan zijn schoonfamilie, de heren van Quadt. De vrijheer van Quadt-Wickrath had sinds 15 juli 1502 de heerlijkheid als rijksleen. In 1557 voerde Jan Quadt van Wickrath de reformatie in.
Op 14 februari 1664 werd te Regensburg de titel rijksvrijheer verleend. In 1669 werd een familieverdrag gesloten, waarbij het eerstgeboorterecht werd ingevoerd en dochters van de successie werden uitgesloten. Het is niet duidelijk sinds wanneer de heren deel uitmaken van de Westfaalse gravenbank van de Rijksdag. In 1704 waren ze in ieder geval vertegenwoordigd.
Vrijheer Willem Otto Frederik werd op 17 april 1752 door keizer Frans I Stefan tot rijksgraaf verheven. Franse troepen bezetten sinds 1794 het gebied. Als het Heilige Roomse Rijk in de vrede van Lunéville van 1802 de linker Rijnoever afstaat, is het verlies van het rijksgraafschap definitief.
In de Reichsdeputationshauptschluss van 25 februari 1803 werd de graaf van Quadt in paragraaf 24 schadeloos gesteld. Vanwege het verlies van Wickrath en Schwanenberg krijgt hij de Abdij Sankt Georg en de rijksstad Isny.
Lang heeft het nieuwe rijksgraafschap Isny niet bestaan want in de Rijnbondakte van 12 juli 1806 vermeldt artikel 24 dat het graafschap voortaan onder de soevereiniteit van het koninkrijk Württemberg valt: de mediatisering.
De voormalige rijksheerlijkheid werd door het Congres van Wenen in 1815 bij Pruisen gevoegd.

## Lijst van regenten
| regering    | naam                   | geboren    | overleden  | familie |
| ----------- | ---------------------- | ---------- | ---------- | ------- |
| (1570)      | Jan                    |            | voor 1570  |         |
| (1570)-1590 | Dirk II                |            | 1590       | zoon    |
| 1590-1633   | Bertram                | 1581       | 6-8-1633   | zoon    |
| 1633-1670   | Willem Thomas          |            | 24-11-1670 | zoon    |
| 1670-1713   | Willem Bertram         | 15-5-1652  | 18-2-1713  | zoon    |
| 1713-1724   | Frederik Willem Thomas | 15-11-1682 | 23-8-1724  | zoon    |
| 1724-1785   | Willem Otto Frederik   | 7-7-1717   | 1-7-1785   | zoon    |
| 1785-1806   | Otto Willem            | 14-6-1758  | 19-1-1829  | zoon    |